# Station Pilning
Pilning is een spoorwegstation van National Rail in South Gloucestershire in Engeland. Het station is eigendom van Network Rail en wordt beheerd door Great Western Railway. 